# Потаницы
Потаницы — деревня в Берёзовском районе Пермского края. Входит в состав Сосновского сельского поселения.

## Географическое положение
Деревня расположена на реке Тараныш (правый приток реки Бартым), к северо-востоку от райцентра, села Берёзовка.

## Население
| 2010 |
| ---- |
| 58   |

## Топографические карты
- Лист карты O-40-79. Масштаб: 1 : 100 000. Издание 1980 г.